# Tetragonopterus chalceus
Tetragonopterus chalceus is een straalvinnige vissensoort uit de familie van de karperzalmen (Characidae). De wetenschappelijke naam van de soort is voor het eerst geldig gepubliceerd in 1829 door Spix & Agassiz.
Deze demersale zoetwatervis komt voor in het stroomgebied van de Amazone, São Francisco en Orinoco en in de rivieren van de Guiana's. De vis wordt dikwijls aangetroffen in snel stromend water over een zandbodem, maar ook in trager water over bodems met plantenafval.